# فرانك إو. سالزبوري
فرانك إو. سالزبوري (بالإنجليزية: Frank O. Salisbury)‏ (و. 1874 – 1962 م) هو رسام من المملكة المتحدة، والمملكة المتحدة لبريطانيا العظمى وأيرلندا، توفي في هامبستاد (لندن)، عن عمر يناهز 88 عاماً.

## التعليم
تعلم في Heatherley School of Fine Art ‏، وتعلم في الأكاديمية الملكية للفنون
.